# Dunkle Materie

Die beobachtete Umlaufgeschwindigkeit von Sternen ist in den Außenbereichen von Galaxien höher als auf Basis der sichtbaren Materie zu erwarten ist.

Dunkle Materie ist eine postulierte Form von Materie, die nicht direkt sichtbar ist, aber über die Gravitation wechselwirkt. Ihre Existenz wird im Standardmodell der Kosmologie, dem Lambda-CDM-Modell, postuliert, um innerhalb dieses Modells die Bewegung der sichtbaren Materie zu erklären, insbesondere die Geschwindigkeit, mit der sichtbare Sterne das Zentrum ihrer Galaxie umkreisen. In den Außenbereichen ist diese Geschwindigkeit deutlich höher, als man es allein aufgrund der Gravitation der Sterne, Gas- und Staubwolken erwarten würde.
Auch für die beobachtete Stärke des Gravitationslinseneffekts wird Dunkle Materie postuliert. Nach dem Lambda-CDM-Modell werden viele beobachtete Effekte zu nur etwa einem Sechstel von sichtbarer Materie verursacht, die im Standardmodell der Elementarteilchenphysik erfasst wird. Die Existenz der Dunklen Materie ist eine wichtige offene Frage der Kosmologie.
Zu alternativen Erklärungsmodellen für die Beobachtungen siehe den Abschnitt Alternativen zu Dunkler Materie unten.

## Existenz und Bedeutung

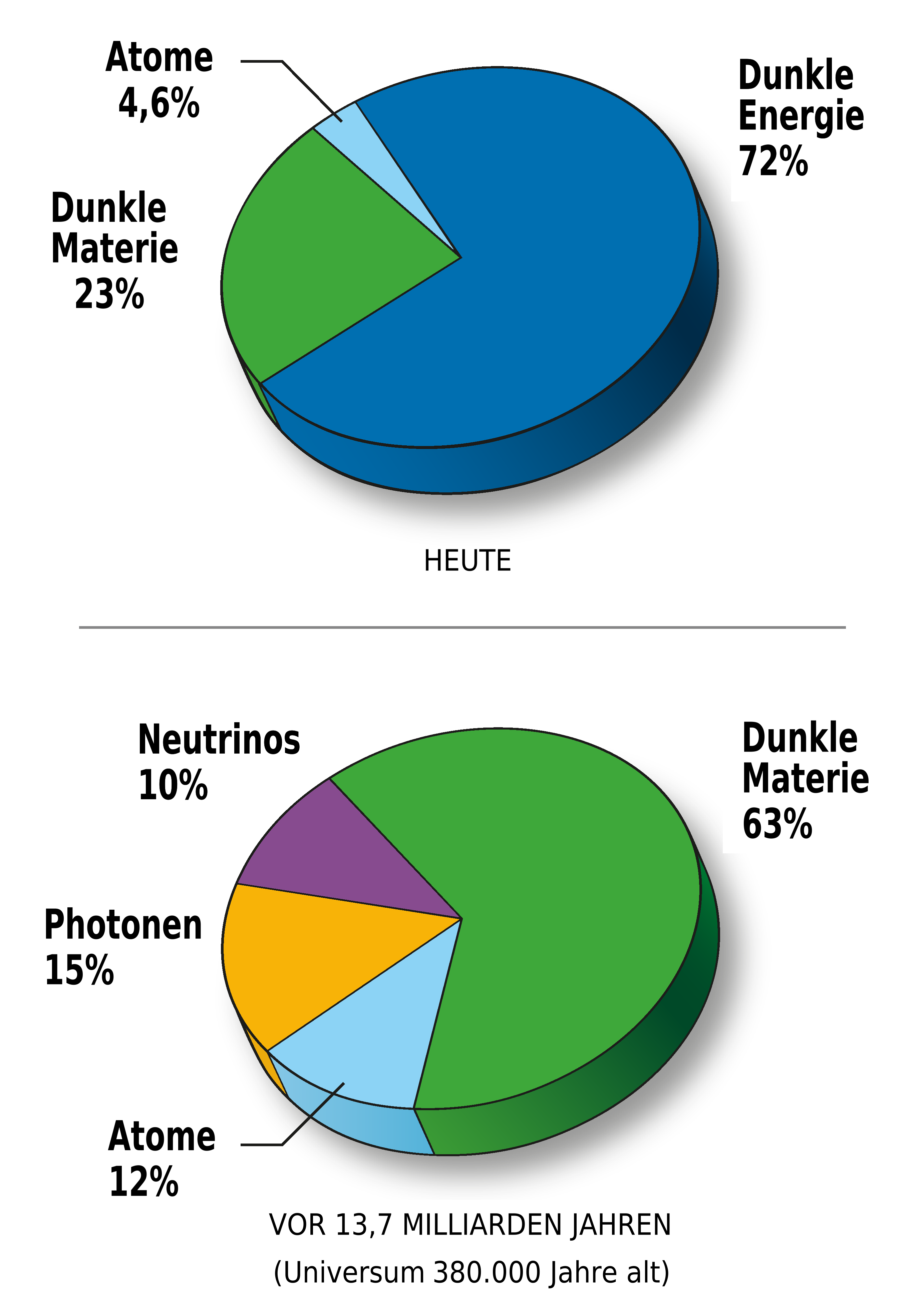
Materie- bzw. Energieanteil des Universums zum jetzigen Zeitpunkt (oben) und zur Entkopplungszeit, 380.000 Jahre nach dem Urknall (unten). Die Bezeichnung „Atome“ steht hier für „normale Materie“. Auch über die Natur der Dunklen Energie ist wenig bekannt.

Nach dem Dritten Keplerschen Gesetz und dem Gravitationsgesetz nimmt die Umlaufgeschwindigkeit der Sterne mit wachsendem Abstand vom Galaxiezentrum, um das sie rotieren, ab, da die sichtbare Materie innen konzentriert ist. Messungen der Doppler-Verschiebung zeigen jedoch, dass sie konstant bleibt oder sogar ansteigt, siehe Rotationskurve. Dies legt die Vermutung nahe, dass es dort Masse gibt, die nicht in Form von Sternen, Staub oder Gas sichtbar ist – eben Dunkle Materie.
Ihre Existenz gilt bisher als nicht nachgewiesen, wird aber durch weitere astronomische Beobachtungen wie die Dynamik von Galaxienhaufen und den Gravitationslinseneffekt nahegelegt, die durch die sichtbare Materie allein nicht erklärbar sind, wenn man die anerkannten Gravitationsgesetze zugrunde legt.
Der Dunklen Materie wird eine wichtige Rolle bei der Strukturbildung im Universum und bei der Galaxienbildung zugeschrieben. Messungen im Rahmen des Standardmodells der Kosmologie legen nahe, dass der Anteil der Dunklen Materie an der Masse-Energie-Dichte im Universum etwa fünfmal so hoch ist wie derjenige der sichtbaren Materie. Auch Photonen und Neutrinos tragen zur Energiedichte des Universums bei, sind aber gleichmäßig verteilt und an den beobachteten Gravitationseffekten nicht wesentlich beteiligt.

## Indizien für die Existenz Dunkler Materie
Es gibt gut etablierte Indizien für Dunkle Materie auf drei Größenskalen: Supergalaxienhaufen, Galaxienhaufen und Galaxien. Der Skalenbereich zwischen Galaxien und Galaxienhaufen, insbesondere die kosmische Nachbarschaft der Milchstraße, ist erst in jüngster Vergangenheit in den Fokus der Suche nach Dunkler Materie gerückt. Ein beträchtlicher Teil der größeren Kugelsternhaufen (über 1 Mio. Sonnenmassen) der Galaxie Centaurus A (NGC 5128) enthält überwiegend Dunkle Materie.

### Beobachtungsgeschichte
Der niederländische Astronom Jan Hendrik Oort vermutete 1932 die Existenz Dunkler Materie im Bereich der Scheibe der Milchstraße aufgrund seiner Untersuchungen zur Anzahldichte und Geschwindigkeitsverteilung senkrecht zur Scheibe von verschiedenen Sternpopulationen und für verschiedene Abstände zur Scheibe. Er ermittelte daraus eine Massendichte in der Scheibe (in der Umgebung der Sonne) von 0,092 Sonnenmassen pro Kubikparsec, was weit größer war als die damals bekannte Dichte von 0,038 {\displaystyle M_{\odot }/\mathrm {pc} ^{3}} in Form von Sternen. Der heutige Wert der mit ähnlichen Methoden erschlossenen Dichte beträgt 0,1 bis 0,11 {\displaystyle M_{\odot }/\mathrm {pc} ^{3}}; allerdings wurde ein Großteil der Diskrepanz als Gas und Staub identifiziert, zusammen mit der stellaren Masse 0,095 {\displaystyle M_{\odot }/\mathrm {pc} ^{3}}.
Ungefähr gleichzeitig beobachtete der Schweizer Physiker und Astronom Fritz Zwicky 1933, dass der Coma-Haufen (ein Galaxienhaufen, bestehend aus über 1000 Einzelgalaxien, mit großer Streuung der Einzelgeschwindigkeiten und einer mittleren Entfernungsgeschwindigkeit von 7.500 km/s) nicht durch die Gravitationswirkung seiner sichtbaren Bestandteile (im Wesentlichen die Sterne der Galaxien) allein zusammengehalten wird.
Er stellte fest, dass das 400-fache der sichtbaren Masse notwendig ist, um den Haufen gravitativ zusammenzuhalten.
Seine Hypothese, dass diese fehlende Masse in Form Dunkler Materie vorliege, stieß seinerzeit in der Fachwelt auf breite Ablehnung.
Die Analyse der Umlaufgeschwindigkeiten von Sternen in Spiralgalaxien durch Vera Rubin seit 1960 zeigte erneut die Problematik auf: Die Umlaufgeschwindigkeit der Sterne müsste mit zunehmendem Abstand zum Galaxiezentrum viel niedriger sein, als sie tatsächlich ist. Seitdem wurde die Dunkle Materie ernstgenommen und aufgrund detaillierter Beobachtungen in fast allen großen astronomischen Systemen vermutet.
Mit der Durchführung großräumiger Durchmusterungen von Galaxienhaufen und Galaxiensuperhaufen wurde zusätzlich deutlich, dass diese Konzentration an Materie nicht allein durch die sichtbare Materie bewerkstelligt werden konnte. Von der sichtbaren Materie ist zu wenig vorhanden, um durch Gravitation die Dichtekontraste zu erzeugen. Siehe dazu auch Sloan Digital Sky Survey und Struktur des Kosmos.

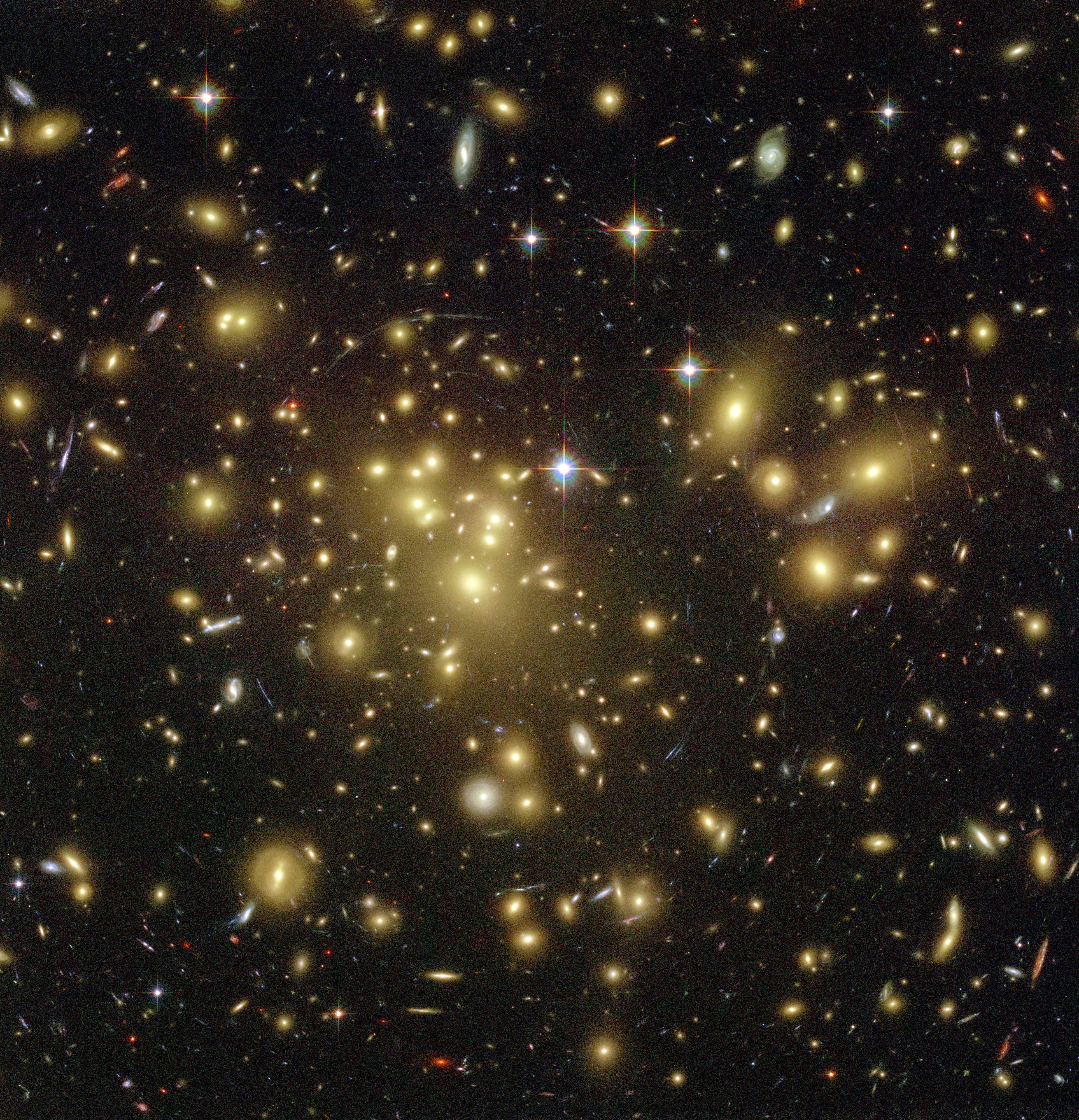
Gravitationslinse: Die Verzerrung des Lichts einer entfernten Galaxie wird durch die Masse in einem Galaxienhaufen im Vordergrund erzeugt. Aus der Verzerrung lässt sich die Massenverteilung bestimmen, dabei tritt eine Diskrepanz zwischen beobachteter Materie und bestimmter Masse auf.

Vergleichende Beobachtungen des Gravitationslinseneffekts, der Galaxienverteilung und der Röntgenemission im Bullet-Cluster im Jahr 2006 stellen den bislang stärksten Hinweis auf die Existenz Dunkler Materie dar.

### Modelle und Simulationen
Das Standardmodell der Kosmologie, das Lambda-CDM-Modell, ergibt in der Zusammenfassung verschiedener Ergebnisse der beobachtenden Kosmologie folgende Zusammensetzung des Universums nach Massenanteil: Etwa 68,3 Prozent Dunkle Energie, 26,8 Prozent Dunkle Materie, rund 4,9 Prozent „gewöhnliche Materie“, beispielsweise Atome (nach Planck-Weltraumteleskop). Die „gewöhnliche Materie“ unterteilt sich dabei etwa hälftig in selbstleuchtende (beispielsweise Sterne) und nicht selbstleuchtende Komponenten wie Planeten und vor allem kaltes Gas.
Dieses Modell hat sich auch in großräumigen kosmologischen Simulationen bewährt, beispielsweise in der Millennium-Simulation, da es zu einer Strukturentstehung führt, die der derzeitigen Beobachtungslage entspricht. Darauf aufbauende lokale Simulationen einiger Dunkle-Materie-Halos, die dem der Milchstraße ähnlich sind, machen statistische Vorhersagen darüber, wie groß die Dichte der Dunklen Materie im Bereich des Orbits der Sonne um das galaktische Zentrum ist und welche Geschwindigkeitsverteilung diese Teilchen haben. Diese Parameter beeinflussen Detektorexperimente auf der Erde, die Dunkle Materie direkt nachweisen wollen, und sind dadurch testbar. Aufgrund der Feststellung, dass Strukturen in der Verteilung der Dunklen Materie bevorzugt in den Halos der Galaxien konzentriert sind, lassen sich großräumige Netzstrukturen beobachteter Galaxie-Verteilungen mit Computersimulationen von großräumigen, aber leider nicht-beobachtbaren Netzen Dunkler Materie vergleichen, wobei mathematische Theoreme über die statistische Struktur solcher Netze nützlich sind.
Eine weitere Vorhersage dieser Simulationen ist das charakteristische Strahlungsmuster, das entsteht, wenn Dunkle Materie durch Annihilationsprozesse Gammastrahlung aussendet.

### Versuche des direkten Nachweises
Bis Ende 2023 ist der direkte Nachweis von Teilchen der Dunklen Materie nicht erfolgt. Es werden verschiedene Ansätze zum Nachweis anhand von Interaktionen verfolgt.

#### Nachweis durch korrelierte Photon/Elektron-Detektierung
Zu den von einigen Theorien bevorzugten Kandidaten für die Dunkle Materie zählen sogenannte schwach wechselwirkende massereiche Teilchen (WIMPs). Diese suchen Forscher beispielsweise im Rahmen des XENON Dark Matter Projects im italienischen Untergrundlabor Gran Sasso. Dort ist man vom störenden Hintergrund der Kosmischen Strahlung abgeschirmt. Bei einer Wechselwirkung eines WIMPs mit Xenon wird die Freisetzung von Szintillationslicht und Elektronen durch Ionisation erwartet.

#### Nachweis durch korrelierte Phonon/Photon-Detektierung
Das 2016 begonnene COSINUS-Experiment (Akronym für Cryogenic Observatory for SIgnatures seen in Next-generation Underground Searches) verwendet zum Beispiel gekühlte Natriumjodid-Einkristalle, die als Szintillator dienen und gleichzeitig ein hochempfindliches Kalorimeter beinhalten. Man verwendet supraleitende Wolfram-Dünnschicht-Phasenübergangs-Sensoren (Transition Edge Sensors, kurz TES) als Thermometer. Man erwartet Wechselwirkungen, die sich durch eine Koinzidenz der Gitteranregung und der Photonenaussendung, verbunden mit einem bestimmten Verhältnis der beiden Energien zueinander, auszeichnen und sich dadurch von Störereignissen (zum Beispiel durch radioaktive Verunreinigungen) unterscheiden.

#### Röntgenstrahlung durch Paarvernichtung
Nach Untersuchungen der Beobachtungen, die 2014 von mehreren unabhängigen Gruppen durchgeführt wurden, wurde über das Vorhandensein einer zuvor unentdeckten Spektrallinie mit einer Energie von 3,5 keV in der Röntgenstrahlung entfernter Galaxien und Galaxienhaufen berichtet. Diese Linie könnte einen Hinweis auf die Natur der Dunklen Materie geben. Es wurde bereits darauf hingewiesen, dass Dunkle Materie-Teilchen zerfallen und dabei Röntgenstrahlen aussenden könnten. In einer Durchmusterung des gesamten XMM-Newton-Datenarchivs bis 2018 nach Röntgenlinien aus dem Milchstraßenhalo wurde keine Emission gefunden. Dies bestätigt ähnliche Untersuchungen mit Chandra und NuSTAR und setzt die bis 2021 besten Obergrenzen für zerfallende Dunkle Materie.
Das Team des Mainzer Exzellenzclusters für Präzisionsphysik, fundamentale Wechselwirkungen und Struktur der Materie (PRISMA) um Joachim Kopp verfolgt einen anderen Ansatz. Die Forscher schlagen ein Szenario vor, in dem zwei Teilchen der Dunklen Materie kollidieren und sich analog zur Annihilation gegenseitig vernichten. Nach einer genaueren Überprüfung dieses Modells und dem Vergleich mit experimentellen Daten scheint es eine größere Übereinstimmung zu geben als bei älteren Modellen. Demnach wären Dunkle Materieteilchen Fermionen mit einer Masse von nur wenigen Kiloelektronenvolt, die häufig als „sterile Neutrinos“ bezeichnet werden. Eine solche leichte Dunkle Materie wird normalerweise als problematisch angesehen, da es schwierig ist zu erklären, wie Galaxien entstanden sein könnten. Das Modell von Joachim Kopp von der Universität Mainz bietet einen Ausweg durch die Annahme, dass die Vernichtung der Dunklen Materie als zweistufiger Prozess abläuft. In der Anfangsphase würde somit ein Zwischenzustand gebildet, der sich später in die beobachteten Röntgenphotonen auflöst. Die Ergebnisse der Berechnungen zeigen, dass die resultierende Röntgensignatur eng mit den Beobachtungen korreliert und somit eine neue mögliche Erklärung dafür darstellt.
Dieses neue Modell ist selbst so allgemein, dass es einen neuen Ansatz für die Suche nach Dunkler Materie bietet, auch wenn sich herausstellen sollte, dass die 2014 entdeckte Spektrallinie einen anderen Ursprung hat.

## Mögliche Formen Dunkler Materie
In der Teilchenphysik werden verschiedene Kandidaten als Konstituenten der Dunklen Materie diskutiert. Ein direkter Nachweis im Labor ist bislang nicht geglückt, damit gilt die Zusammensetzung der Dunklen Materie als unbekannt.

### Baryonische Dunkle Materie
Gewöhnliche Materie besteht aus Protonen, Neutronen und Elektronen. Dabei ist die Zahl der Elektronen gleich groß wie die der Protonen. Die Masse eines Protons oder Neutrons ist um etwa den Faktor 1800 größer als die eines Elektrons. Damit bestimmt der Massenanteil der Protonen und Neutronen in guter Näherung (<0,5 ‰) die Masse gewöhnlicher Materie. Da Protonen und Neutronen zu den Baryonen gehören, wird gewöhnliche Materie auch baryonische Materie genannt.
Gemäß Theorie und Beobachtungen zur primordialen Nukleosynthese und zum kosmischen Mikrowellenhintergrund beträgt der Anteil baryonischer Materie an der gesamten Energiedichte im Universum etwa 5 %, während der gesamte Materieanteil etwa 30 % beträgt. Somit können die folgenden Möglichkeiten baryonischer Dunkler Materie höchstens einen Teil der gesamten Dunklen Materie darstellen; es ist jedenfalls ein größerer Anteil an nicht-baryonischer Materie notwendig.

#### Kaltes Gas
Da heiße Gase immer Strahlung emittieren, bleibt als Möglichkeit für Dunkle Materie höchstens kaltes Gas übrig. Gegen diese Hypothese spricht die Tatsache, dass sich kaltes Gas (unter bestimmten Umständen) durchaus erwärmen kann und selbst riesige Gasmengen nicht die benötigte Masse aufbringen könnten.

#### Kalte Staubwolken
Eine ähnliche Lösung stellt die mögliche Existenz kalter Staubwolken dar, die auf Grund ihrer niedrigen Temperatur nicht strahlen und somit unsichtbar wären. Allerdings würden sie das Licht von Sternen reemittieren und somit im Infrarotbereich sichtbar sein. Außerdem wären so große Mengen an Staub nötig, dass sie die Entstehung der Sterne maßgeblich beeinflusst hätten.

#### MACHOs
Ernstzunehmende Kandidaten waren Braune Zwerge, die zu den MACHOs (Massive astrophysical compact halo objects) gezählt werden. Es handelt sich dabei um Himmelskörper, in denen der Druck so gering ist, dass statt Wasserstoff- nur Deuteriumfusion stattfinden kann, wodurch sie nicht im sichtbaren Spektrum leuchten. Steht ein MACHO allerdings genau vor einem Stern, so verstärkt er als Gravitationslinse dessen Strahlung. In der Tat wurde dies zwischen Erde und der Großen Magellanschen Wolke vereinzelt beobachtet. Man nimmt heute jedoch an, dass MACHOs nur einen kleinen Teil der Dunklen Materie ausmachen.

### Nichtbaryonische Dunkle Materie

#### Anapole Majorana-Fermionen
Im Mai 2013 schlugen die theoretischen Physiker Robert Scherrer und Chiu Man Ho anapole (nichtpolige) Majorana-Fermionen als Träger der Dunklen Materie des Weltalls vor. Anapole Teilchen weisen ein toroidales (reifenförmiges) Feld auf, das bewirkt, dass ein elektrisches Feld in diesem Torus (Reifen) kreisförmig eingeschlossen bleibt und sich dadurch nicht äußerlich bemerkbar macht. Dies steht im Gegensatz zu den bekannten elektrischen Monopolen und magnetischen Dipolen, deren Felder mit abnehmender Intensität (Coulombsches Gesetz) in die Umgebung ausstrahlen.
Im Standardmodell der Teilchenphysik ist keines der Elementarteilchen ein Majorana-Fermion. Stattdessen werden hier alle Fermionen durch Dirac-Spinoren beschrieben, auch die Neutrinos, die damit von Antineutrinos unterscheidbar wären. Allerdings sind die Neutrinos im Standardmodell im Widerspruch zu experimentellen Ergebnissen masselos.
Eine populäre Erklärung für die beobachteten Neutrinomassen, der Seesaw-Mechanismus, erfordert dagegen die Beschreibung der Neutrinos durch Majorana-Spinoren und damit die Gleichheit von Neutrinos und Antineutrinos. Dies würde wiederum eine Verletzung der Leptonenzahlerhaltung implizieren, da Teilchen und Antiteilchen dieselbe Leptonenzahl zugewiesen wird.
Ob zwischen Neutrinos und Antineutrinos unterschieden werden kann, ist derzeit noch offen. Eine Möglichkeit zur experimentellen Klärung bietet der neutrinolose Doppel-Betazerfall, der nur möglich ist, falls Neutrinos Majorana-Teilchen sind. Nach diesem Zerfallsmodus wird in Experimenten wie GERDA oder EXO gesucht.

#### Heiße Dunkle Materie (HDM)
Neutrinos galten lange Zeit als naheliegende Kandidaten für heiße Dunkle Materie, da ihre Existenz bereits gesichert ist, im Gegensatz zu anderen Kandidaten für Dunkle Materie. Allerdings ist die maximale Masse der Neutrinos nach neueren Erkenntnissen nicht ausreichend, um das Phänomen zu erklären. Bestünde die Dunkle Materie aber zum Großteil aus schnellen, leichten Teilchen, d. h. heißer Dunkler Materie, hätte dies für den Strukturierungsprozess im Universum ein Top-down-Szenario zur Folge. Dichteschwankungen wären zuerst auf großen Skalen kollabiert, es hätten sich erst Galaxienhaufen, dann Galaxien, Sterne usw. gebildet. Beobachtungen lehren jedoch das Gegenteil. Altersbestimmungen von Galaxien haben ergeben, dass diese vorwiegend alt sind, während manche Galaxienhaufen sich gerade im Entstehungsprozess befinden. Ein Bottom-up-Szenario, eine hierarchische Strukturentstehung, gilt als erwiesen. Daher kann heiße Dunkle Materie allenfalls einen kleinen Teil der gesamten Dunklen Materie ausmachen.
Ein weiterer Kandidat aus dem Neutrino-Sektor ist ein schweres steriles Neutrino, dessen Existenz aber ungeklärt ist. Aufgrund der „Sterilität“ könnte es sehr viel massiver sein als die Standardmodell-Neutrinos.

#### Kalte Dunkle Materie (CDM)

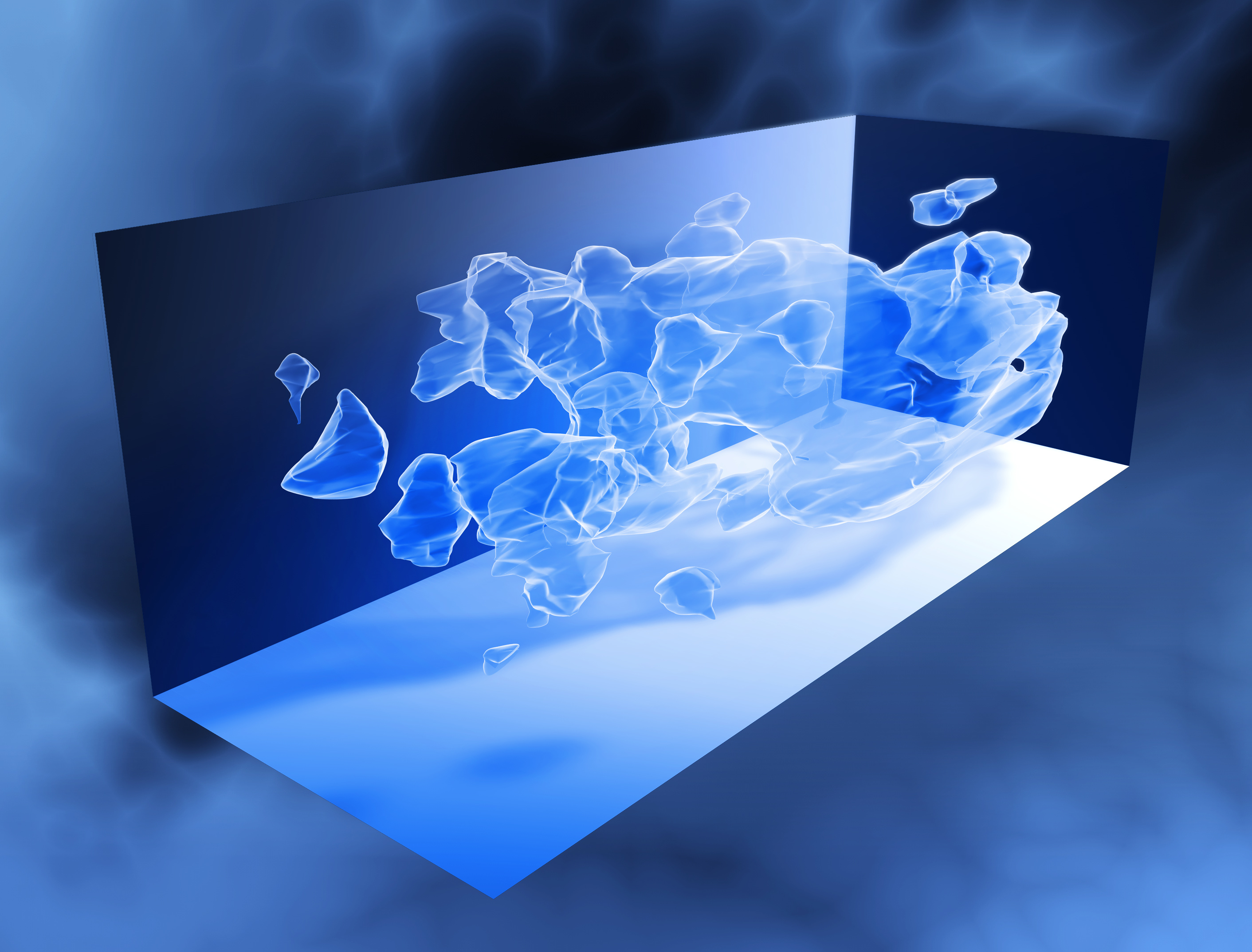
Dreidimensionale Karte einer Verteilung Dunkler Materie anhand von Messergebnissen mittels Gravitationslinseneffekts des Hubble-Weltraumteleskops

Diese Variante umfasst noch unbeobachtete Elementarteilchen, die nur der Gravitation und der schwachen Wechselwirkung unterliegen, die sogenannten WIMPs (englisch Weakly Interacting Massive Particles, deutsch schwach wechselwirkende massive Teilchen). WIMPs lassen sich mit einer hierarchischen Entstehung des Universums vereinbaren.
Kandidaten ergeben sich aus der Theorie der Supersymmetrie, die die Anzahl der Elementarteilchen gegenüber dem Standardmodell verdoppelt. Die hypothetischen Teilchen sind meist instabil und zerfallen in das leichteste unter ihnen (LSP, leichtestes supersymmetrisches Teilchen). Beim LSP könnte es sich um das leichteste der vier Neutralinos handeln.
Erhebliche Abweichungen der astronomischen Beobachtungen von den Vorhersagen des CDM-Modells ergab eine 2010 veröffentlichte internationale Studie unter Federführung von Pavel Kroupa. So entsprechen etwa Leuchtkraft und Verteilung von Satellitengalaxien der Lokalen Gruppe nicht den Erwartungen. Kroupa sieht in den erhobenen Daten eine so starke Kollision mit der CDM-Theorie, dass „diese nicht mehr zu halten scheint“.
Andererseits wollen Forscher mit tiefgekühlten Halbleiterdetektoren (CDMS, Cryogenic Dark Matter Search) im Soudan Underground Laboratory drei Stoßereignisse von WIMPs mit Atomkernen beobachtet haben – bei geschätzt 0,7 Hintergrundereignissen.
Ein weiterer Hinweis kommt von der Zusammensetzung der Kosmischen Strahlung: Für Teilchenenergien jenseits 10 GeV werden unerwartet viele Positronen gefunden (Antiteilchen des Elektrons). Erste solche Messungen kamen vom Experiment PAMELA auf dem russischen Satelliten Resurs-DK1 und vom Fermi Gamma-ray Space Telescope. Genauere Daten, insbesondere eine niedrigere obere Grenze für die Anisotropie, liefert seit Mai 2011 das Alpha-Magnet-Spektrometer an Bord der ISS. Eine Erklärung für den Überschuss an Positronen wäre die Paarvernichtung kollidierender Dunkle-Materie-Teilchen. Die gemessene Positronenverteilung ist allerdings auch vereinbar mit Pulsaren als Positronenquelle oder mit speziellen Effekten während der Ausbreitung der Teilchen. Es wird erhofft, dass nach längerer Messzeit genügend Daten vorhanden sind, sodass Klarheit über die Ursache des Positronenüberschusses gewonnen werden kann.

#### Selbstwechselwirkende Dunkle Materie (SIDM)
Im Gegensatz zu CDM handelt es sich bei SIDM (englisch self-interacting dark matter) um eine Klasse von Teilchenmodellen, die eine stärkere Wechselwirkung zwischen den DM Teilchen erlaubt, sodass die räumliche Verteilung von DM, auf kleinen Skalen (Galaxien) durch die Selbstwechselwirkung erheblich beeinflusst werden kann. David N. Spergel und Paul J. Steinhardt waren es, die solche DM Selbstwechselwirkungen vorgeschlagen haben, um Probleme von CDM auf kleinen Skalen wie das core-cusp Problem oder das missing satellites Problem zu lösen.

#### Axionen
Ein weiterer Kandidat, das Axion, ist ein hypothetisches Elementarteilchen zur Erklärung des in der Quantenchromodynamik problematischen verschwindenden elektrischen Dipolmoments des Neutrons.

### Highly Interactive Particle Relics
Highly Interactive Particle Relics (HYPER) sind hypothetische Teilchen der Dunklen Materie, die in einem neuen Modell postuliert werden. In diesem Modell geht man davon aus, dass es im frühen Universum einen Phasenübergang gab, der die Wechselwirkung zwischen Dunkler Materie und normaler Materie verstärkt hat. Diese Dunklen-Materie-Teilchen können demnach sehr leicht sein, aber trotzdem einen großen Schwerkrafteinfluss ausüben. Entsprechende Untersuchungen haben gezeigt, dass ein solches leichtes, intensiv wechselwirkendes Teilchen mit weniger als 1 Gev Masse mit astrophysikalischen Beobachtungen und kosmologischen Modellen vereinbar wäre. Das Modell könnte auch erklären, warum bisherige Experimente und Detektoren diese Teilchen noch nicht gefunden haben. Es wird erwartet, dass kommende Detektoren diesen Massebereich erfassen können.

## Alternativen zu Dunkler Materie
Alle obigen Erklärungsansätze sowie die Existenz der Dunklen Materie selbst setzen implizit voraus, dass die Gravitation dem Newtonschen Gravitationsgesetz bzw. der Allgemeinen Relativitätstheorie folgt. Es gibt aber auch Überlegungen, die Beobachtungen, anstatt durch die Einführung einer zusätzlichen Materiekomponente, durch eine Modifikation des Gravitationsgesetzes zu erklären.
Namhafte Astrophysiker wie Jacob Bekenstein und John Moffat haben die umstrittene MOND-Hypothese (Modifizierte Newtonsche Dynamik) von Mordehai Milgrom weiterentwickelt, nach der die Äquivalenz von träger und schwerer Masse bei extrem kleinen Beschleunigungen nicht mehr gilt. Der niederländische Physiker Erik Verlinde entwickelte auf Grundlage der MOND-Hypothese das Modell der Entropischen Gravitation. Darin wird Gravitation nicht als Wechselwirkung von Materie mit Dunkler Materie verstanden, sondern als Emergenz von Materie und Information beschrieben.
Die Tensor-Vektor-Skalar-Gravitationstheorie (TeVeS) wurde 2004 erstmals von Jacob Bekenstein formuliert. Der Hauptunterschied zur allgemeinen Relativitätstheorie liegt in der Formulierung der Abhängigkeit der Gravitationsstärke von der Entfernung zur Masse, welche die Gravitation verursacht. Diese wird bei der TeVeS mittels eines Skalar-, eines Tensor- und eines Vektorfeldes definiert, während die allgemeine Relativitätstheorie die Raumgeometrie mittels eines einzigen Tensorfeldes darstellt.
Die Skalar-Tensor-Vektor-Gravitationstheorie (STVG) wurde 2014 von John Moffat entwickelt. Die STVG wurde erfolgreich für die Berechnung der Rotation von Galaxien, der Masseverteilung von Galaxienhaufen und des Gravitationslinseneffekts des Bullet-Cluster herangezogen, ohne die Notwendigkeit, Dunkle Materie zu postulieren. Die Theorie bietet darüber hinaus eine Erklärung für den Ursprung des Trägheitsprinzips.
Die in die Galaxien einströmende baryonische Materie erzeugt in der Regel eine kontinuierliche Massenzunahme der Galaxien. Aus den retardierten Gravitationspotentialen dieser Massen können die beobachteten Rotationskurven der Galaxien in guter Übereinstimmung abgeleitet werden, ohne dass Dunkle Materie berücksichtigt oder die Newtonsche Dynamik modifiziert werden muss.

## Dokumentation
- Das Rätsel der dunklen Materie. (Originaltitel: Le Mystère de la Matière noire.) TV-Dokumentation in HD, Regie: Cécile Denjean. ARTE France 2011, deutsche Synchronisation arte 2012 (permanent abrufbar auf: youtube.com).